# 金楷
金楷（1448年—？），字式之，直隸嘉定縣人，軍籍，明朝政治人物。進士出身。

## 生平
早年出身縣學生，舉成化十年（1474年）甲午科應天府鄉試第二十九名。成化十一年（1475年）乙未科會試第二名，殿試登進士第二甲第四名。

## 家族
曾祖父金仲禮。祖父金毓。父亲金洪，曾任教諭。